# Pompa autoadescante
La pompa autoadescante è una tipologia di pompa idraulica centrifuga con installazione sopra battente (in aspirazione).
Pertanto, come tutte tali tipologie di macchine, aspira da un livello più alto del liquido da pompare e quindi necessita di un adeguato adescamento per poter funzionare correttamente.
Le pompe autoadescanti si differenziano dalle altre pompe centrifughe installate in aspirazione per: 
- avere  un grado di aspirazione superiore (anche fino a 8 m di dislivello al contrario delle altre il cui limite di aspirazione è di circa 5–6 m);
- adescarsi da sola. Pertanto possono funzionare senza necessità di riempire la condotta di aspirazione. Inoltre non è necessario che tale condotta  sia dotata alla base di valvola di ritegno  che normalmente evita lo svuotamento della condotta di aspirazione ad ogni fermata della pompa.

Possono essere mosse sia da un motore elettrico sia da uno endotermico
Trovano impiego in agricoltura, in edilizia, e negli impianti industriali.

## Autoadescamento
L'autoadescamento è la capacità di aspirare l'aria contenuta nella condotta di aspirazione durante la fase di avviamento della pompa.
Una volta installata la pompa e prima del suo primo avvio si deve riempire di acqua il corpo della pompa attraverso una apposita portina superiore.
Successivamente si mette in funzione la pompa; il movimento rotatorio della girante crea una forte turbolenza nel liquido contenuto all'interno del corpo pompa che genera una depressione (fino a 0.8 bar) all'interno della condotta di aspirazione che risucchia l'aria in essa contenuta.
L'aria aspirata all'interno della pompa si emulsiona col liquido in movimento contenuto nel corpo pompa.
L'emulsione aria-liquido viene spinta nella camera d'innescamento dove l'aria, più leggera, si separa ed esce dal tubo di mandata; il liquido, più pesante, ricade e torna in circolazione.
Espulsa tutta l'aria dal condotto di aspirazione, la pompa s'innesca e funziona come una normale pompa centrifuga.
Nel corpo della pompa è incorporata una valvola di non ritorno che evita lo svuotamento di quest'ultimo alla fermata della pompa.
In questo modo non è necessario inserire acqua nel corpo pompa per consentire l'autoinnesco ad ogni ripartenza della pompa.